# 拉尔夫·德·索萨·特莱斯
拉尔夫·德·索萨·特莱斯（葡萄牙語：Ralf de Souza Teles，1984年6月9日—），简称：拉尔夫（Ralf），巴西職業男子足球员，司职中场，现效力于巴西足球乙級聯賽的球队阿瓦伊。

## 荣誉

### 俱乐部
- 巴西足球甲级联赛冠军: 2011
- 南美解放者杯冠军: 2012